# Чакмагуш
Чакмагуш — река в России, протекает в Бижбулякском районе Республики Башкортостан. Исток реки находится к северу от деревни Алексеевка Бижбулякского района Республики Башкортостан. Является левобережным притоком реки Дёмы, её устье находится в 390 км от устья реки Дёмы, близ села Дюсяново. Длина реки составляет 23 км. Притоки: Вохила. Населённые пункты у реки: Алексеевка, Дюсяново.

## Данные водного реестра
По данным государственного водного реестра России относится к Камскому бассейновому округу, водохозяйственный участок реки — Дёмы от истока до водомерного поста у деревни Бочкарёва, речной подбассейн реки — Белая. Речной бассейн реки — Кама.
Код объекта в государственном водном реестре — 10010201312111100024434.